# تيكني سينتوريون
تيكني سينتوريون (بالإنجليزية: Thielert Centurion) عبارة عن سلسلة من محركات الطائرات التي تم إنشاؤها في الأصل من قبل تيكني فاي موتورز، والتي تم شراؤها من قبل شركة صناعة الطيران التابعة لشركة تيكني موتورزالصينية ويتم تسويقها حاليًا بواسطة كونتيننتال موتورز. وهي تعتمد على محركات سيارات مرسيدس-بنز معدلة بشكل كبير.

## التصميم
يتم تبريد جميع محركات سينتوريون بالماء، والشحن التوربيني، واستخدام نظام التحكم في الطاقة بذراع واحد (SLPC) المرتبط بنظام التحكم الرقمي الكامل في المحرك ( FADEC ). يعمل ذلك على تبسيط إدارة المحرك للإصدار التجريبي، بالإضافة إلى تحسين الموثوقية لأنه يمنع تشغيل المحرك بشكل غير صحيح. تستخدم السلسلة إما وقود الطائرات أو وقود الديزل. تعكس نسبة الضغط المرتفعة للمحرك مع نظام حقن الوقود الذي يتم التحكم فيه رقميًا تطورات مماثلة في تكنولوجيا السيارات.  
يتم تجهيز محركات سلسلة سينتوريون دائمًا بمراوح ثابتة السرعة تسمح بتشغيل المحرك بالسرعة المثلى في جميع الأوقات. ومع ذلك، فإن سرعة التشغيل العادية عالية جدًا بالنسبة لأي مروحة مناسبة وبالتالي يتم دفع المروحة من خلال علبة تروس تخفيض. تؤدي المروحة ذات السرعة الثابتة وترس التخفيض إلى سرعة طرف المروحة أقل بنسبة 10-15٪ من محركات avgas التقليدية المماثلة، مما يقلل من ضوضاء المروحة. [بحاجة لمصدر]